# 夏立ちぬ
「夏立ちぬ」（なつたちぬ）は、TUBEの63枚目のシングル。2022年6月22日に発売。発売元はSony Music Associated Records。

## 概要
前作「BLUE WINGS」から、約1年ぶりとなるシングル。同年開催される東名阪ホールツアー「TUBE LIVE AROUND 2022」のツアーテーマ曲的な楽曲として制作された。
コロナ禍や世界各地で起こる争いごとなどが人々の関心の大きな部分を占めるような現代社会において、どこか物憂げな感情がありながらも、遠くにいる友、そして過去の自分自身に対しても想いを馳せる楽曲で、不本意ながらファンとの距離を感じざるを得なかったここ数年の状況下での、メンバーの想いが込められたメッセージソングに仕上がっている。
表題曲はYouTubeにてリリックビデオが公開されている。
カップリングの「真夏のピュ～!」はTUBEならではのオーディエンスととも盛り上がる熱く濃い一曲となっている。こちらは現在もアルバム未収録のままである。
本作には1999年に発売された29thシングル「ひまわり」のセルフカバーも収録されている。この「ひまわり」のセルフカバーはCD収録前に制作されたデモバージョンを松本和巳監督作品の映画「旅のはじまり」舞台挨拶にて披露している。。
通常盤1種のみの発売だが、初回仕様には応募はがきが封入されている。

## 収録曲
| 全作詞: 前田亘輝、全作曲: 春畑道哉。 |                                  |           |            |                |      |
| #                                    | タイトル                         | 作詞      | 作曲・編曲 | 編曲           | 時間 |
| 1.                                   | 「風立ちぬ」                     | 前田亘輝  | 春畑道哉   | TUBE           | 3:52 |
| 2.                                   | 「真夏のピュ～!」                | 前田亘輝  | 春畑道哉   | TUBE、宮崎裕介 | 3:17 |
| 3.                                   | 「ひまわり (love & Peace Ver.)」 | 前田亘輝  | 春畑道哉   | TUBE           | 4:36 |
| 4.                                   | 「風立ちぬ（Instrumental)」      | 前田亘輝  | 春畑道哉   | TUBE           | 3:52 |
| 5.                                   | 「真夏のピュ～!（Instrumental)」 | 前田亘輝  | 春畑道哉   | TUBE、宮崎裕介 | 3:13 |
| 合計時間:                            | 合計時間:                        | 合計時間: | 18:50      |                |      |

## 収録アルバム
- All Singles TUBEst -White- (#1)